# カスミフードスクエア岩瀬店
カスミフードスクエア岩瀬店は、茨城県桜川市にあるスーパーマーケット。

## 概要

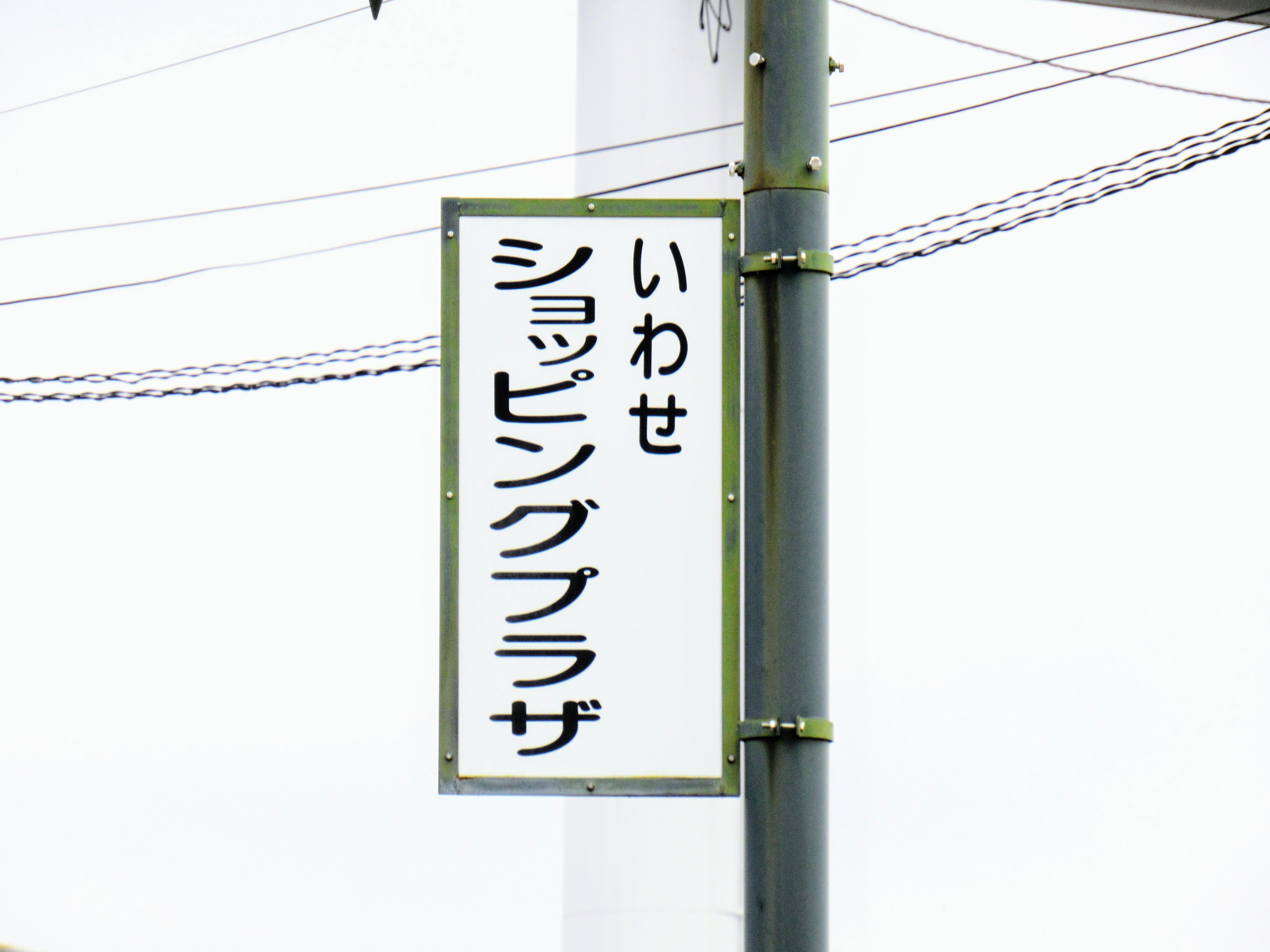
いわせショッピングプラザ 看板

国道50号岩瀬バイパス沿い、岩瀬市街地の中西部に位置する。
当初はマルカワいわせショッピングプラザとして開業したが、マルカワの経営破綻によりカスミが買収し同社の店舗となった。
施設内のテナントとして無印良品、フレッシュあい（靴屋）、ヘアーサロンイワサキ、CASA COLORが入居している。
また、カスミと桜川市、栃木県芳賀郡益子町で協定を結び運営する移動スーパーの拠点となっている。

## 沿革

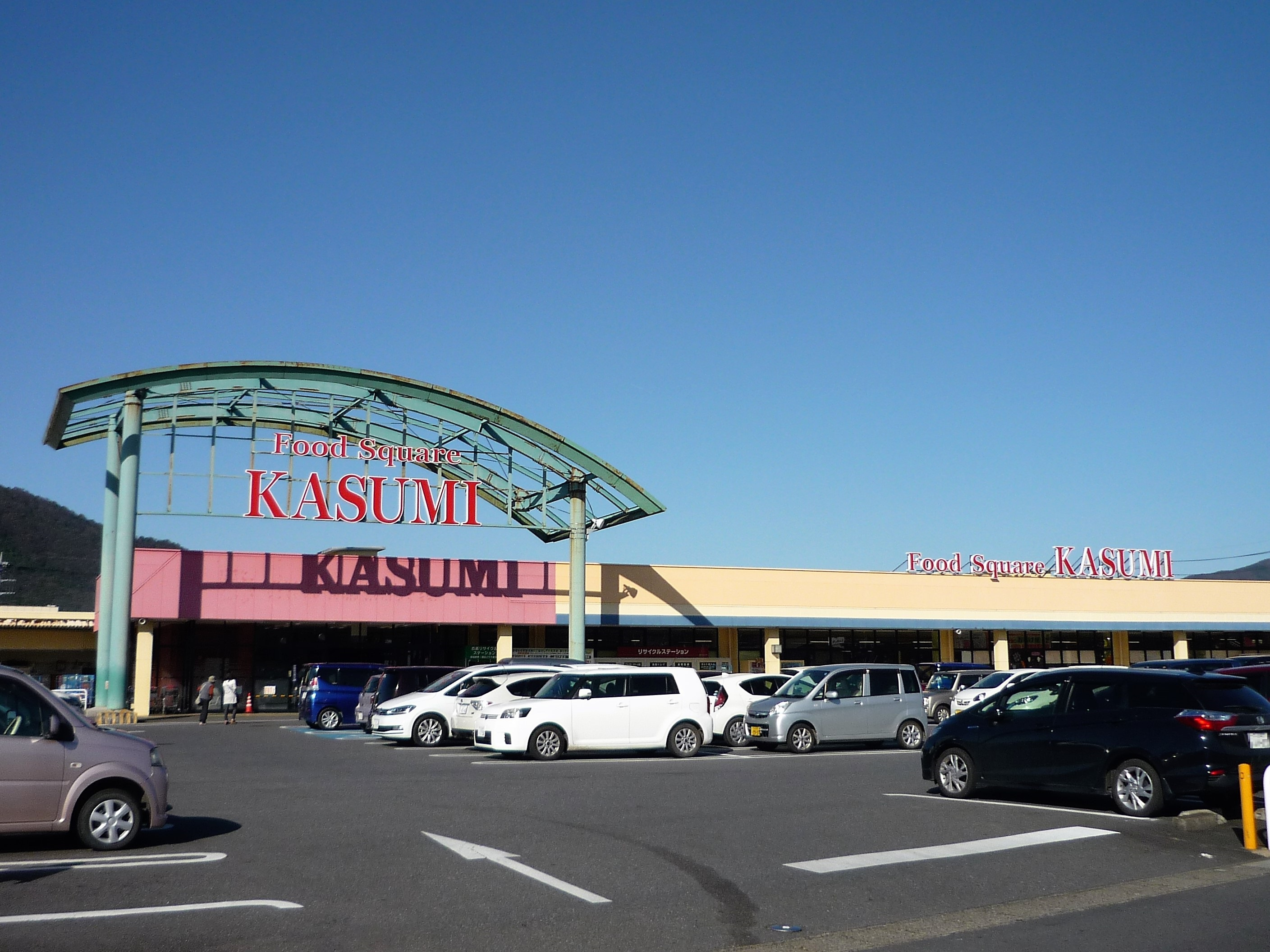
2021年改装前のカスミ岩瀬店

マルカワ店舗と隣接していたカスミ店舗についても［旧カスミ］として記載する。
- 1978年（昭和53年）2月23日 ［旧カスミ］カスミ岩瀬店が開店[5]
- 1980年（昭和55年）12月1日 マルカワいわせショッピングプラザとして開店。
- 1990年（平成2年）岩瀬駅前土地区画整理事業の換地処分に伴い、住所が変更となる（岩瀬町大字岩瀬376-2→岩瀬町御領一丁目58番地）
- 1991年（平成3年）8月8日 ［旧カスミ］カスミ岩瀬店を改装[5]
- 2002年（平成14年）
  - 6月28日 マルカワが民事再生法の適用を申請[3]。同日カスミが株式会社マルカワ、マルカワ商事株式会社への支援を発表する[6]。
  - 10月28日 カスミが買収し、カスミの持株会社である株式会社ティ・エイチ・オー・エムが営業を譲受[4][7]。マルカワ岩瀬店となる。
- 2004年（平成16年）
  - 1月 株式会社ティ・エイチ・オー・エムがカスミに営業譲渡。カスミ岩瀬御領店となる[8]。
  - 春期 ［旧カスミ］カスミ岩瀬店が閉店[9]
- 2009年（平成21年）3月23日−3月26日 改装しフードスクエア岩瀬店となる。
- 2018年（平成30年）12月29日 ランドリーカーサカスミフードスクエア岩瀬店が開店。
- 2019年（平成31年）3月17日 CASA COLORカスミフードスクエア岩瀬店が開店。
- 2021年（令和3年）
  - 5月24日−7月16日 リニューアル工事を行う。途中7月8日までWonderGOO跡（旧カスミ）を仮店舗とし、事実上出戻りする形となった。
  - 11月8日 桜川市移動スーパーを開始。
- 2022年（令和4年）
  - 5月4日 サンキ岩瀬店が閉店。
  - 6月20日 益子町移動スーパーを開始。
- 2023年（令和5年）2月17日 無印良品カスミ岩瀬が開店。

## フロアとテナント

### フロア概要
カスミ岩瀬店と小規模店で構成される。2021年の改装の際、肉屋「ラ・ブシュリー」と岩瀬銀座惣菜店が加えられた。
| フードスクエア カスミ | 無印良品 | 無印良品 |
| --------------------- | -------- | -------- |
| フードスクエア カスミ | 靴屋     | 理髪店   |
| 駐車場                |          |          |

過去はサンキや花のハナタニが出店していたが、撤退している。

## カスミ岩瀬流通センター
通称IDC。現在カスミが2つ有する流通拠点のうちの1つである。元はマルカワの流通センターであり、カスミとしては2004年に稼働を開始した。三共貨物自動車株式会社が配送・構内業務を受託しており、現在42店舗を扱っている。

## 周辺

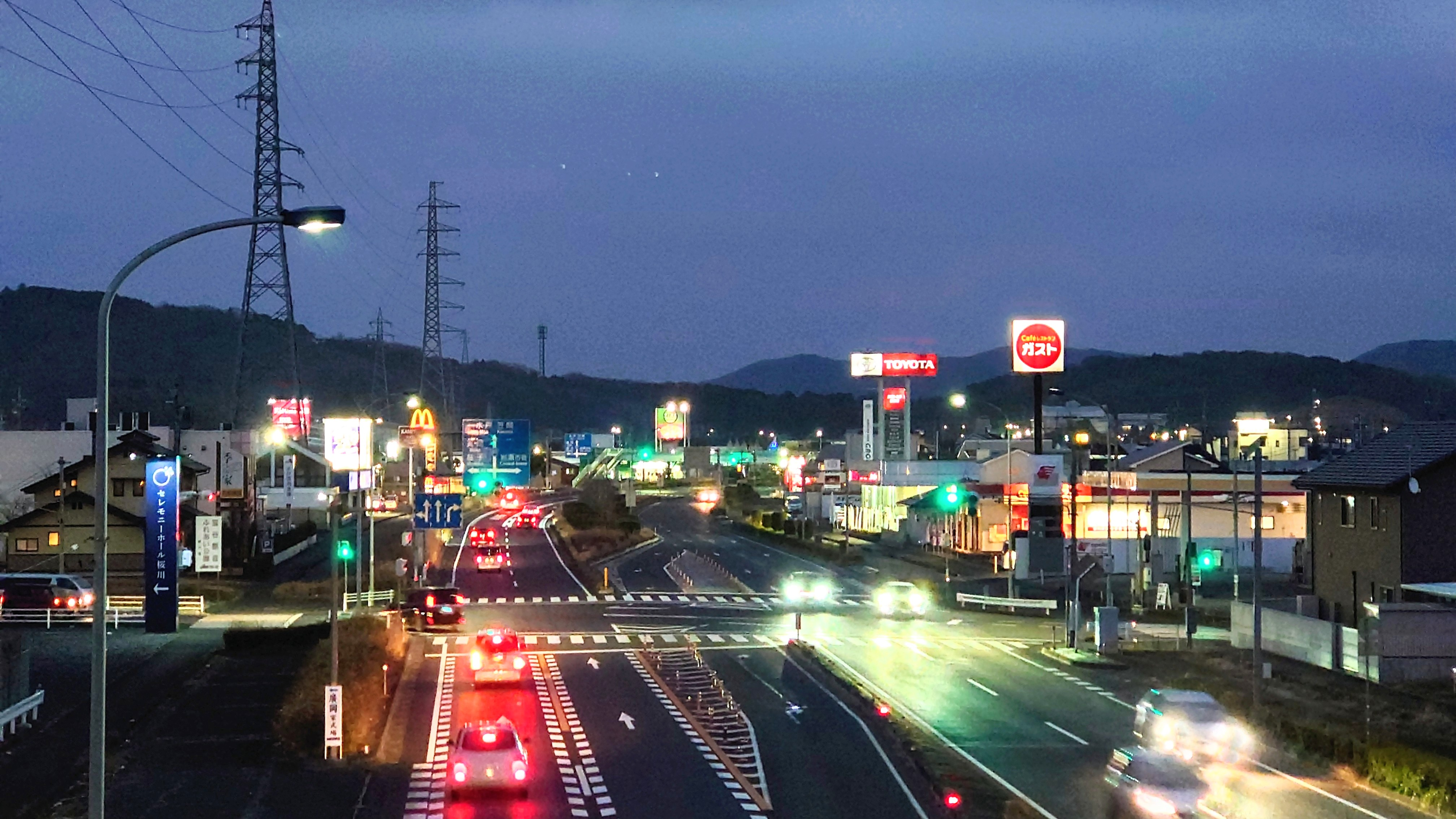
岩瀬市街地（夜）

岩瀬駅前土地区画整理事業の事業区域であり、カスミを含む岩瀬バイパス沿道は商業地が広がっている。カスミ駐車場敷地内にはウエルシア（旧てらしま）岩瀬御領店、マクドナルド50号岩瀬店、常陽銀行ATM（岩瀬カスミ出張所）、JAバンクATM、宝くじ売り場（岩瀬カスミチャンスセンター）、トレーニングジムが集積している。元気寿司、ビックエコーも出店していたが撤退している。

## 旧カスミ岩瀬店

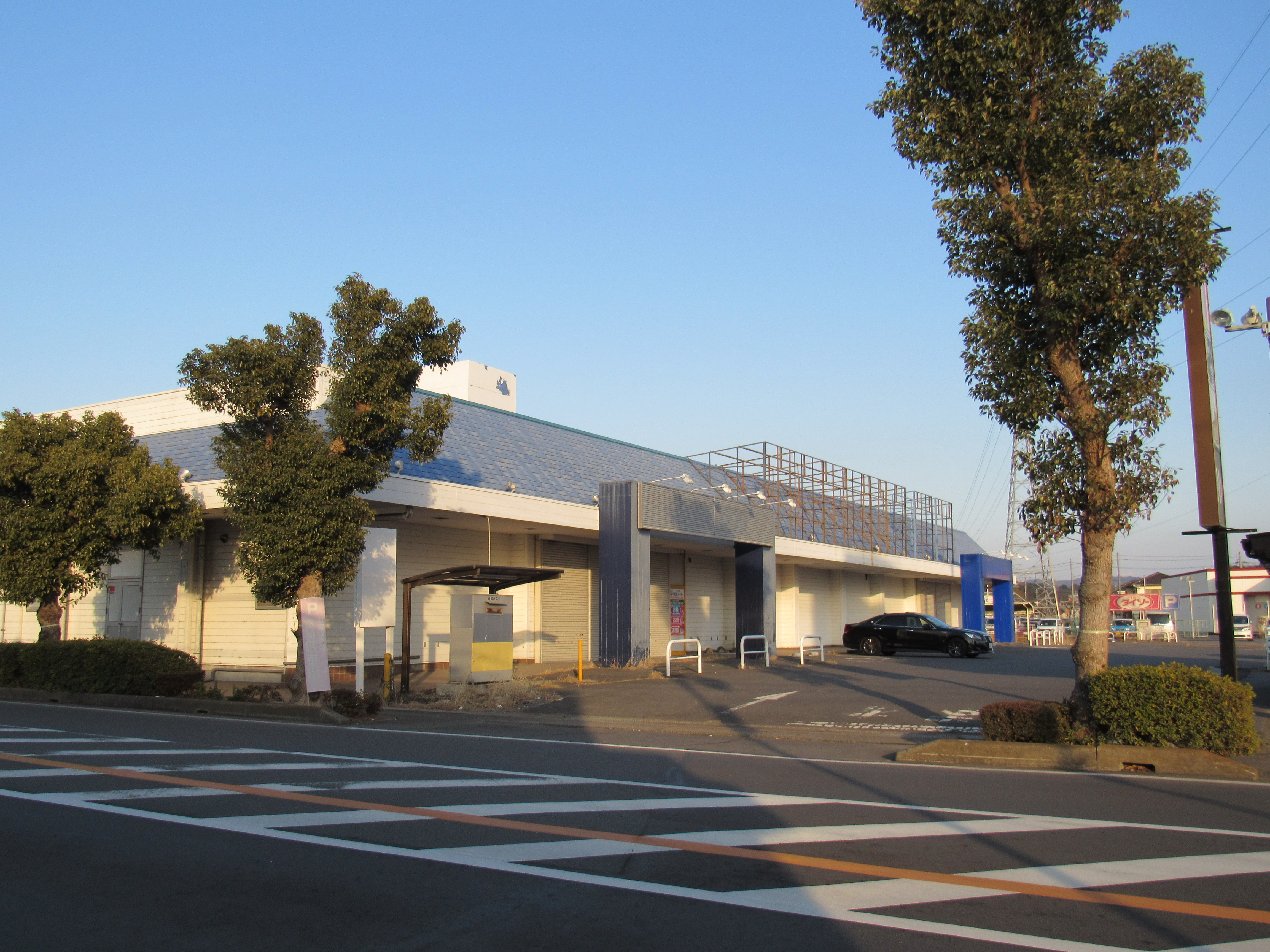
旧カスミ

1978年2月23日にカスミ岩瀬店（明日香一丁目7番地）として開業。
1980年のマルカワ岩瀬店開業よりマルカワと競合関係にあり、1991年8月8日に改装している。2002年のマルカワ買収後はカスミ店舗が2店舗隣接する状況となり、2004年春に当店は閉店し、旧カスミ店舗にはカスミグループであったWonderGOOが旧店舗（御領二丁目27）より移転した。
ワンダーコーポレーションとTSUTAYAの提携により、東桜川（現：ドコモショップ桜川店）にあったTSUTAYA岩瀬店も旧カスミ店舗に移転したが、WonderGOO、TSUTAYAともに2019年6月9日をもって閉店となった。一時期改装中の旧マルカワ店舗の仮店舗として使用されたが、空き店舗となっている。

## アクセス
鉄道
- JR水戸線岩瀬駅から徒歩10分[2]

自動車
- 桜川筑西インターチェンジから約5分[2]

公共交通
- 桜川市バスヤマザクラGO - 御領バス停
- ヤマザクラGOミニ - 御領一丁目バス停